# Mairie de Montrouge (metropolitana di Parigi)
Mairie de Montrouge è una stazione della metropolitana di Parigi sulla linea 4; è stata capolinea meridionale dall'apertura fino al 13 gennaio 2022, quando è stata aperta la sezione fino a Bagneux - Lucie Aubrac.

## Storia
L'apertura della stazione Mairie de Montrouge a sud di Parigi è la prima tappa dell'estensione della linea 4 fino a Bagneux, prevista già nel 1929. Nel 2004, il costo di questo primo troncone venne valutato in 152 milioni di euro per una tratta della lunghezza di 780 metri.
Questo nuovo tratto da Porte d'Orléans a Mairie de Montrouge permette di semplificare la circolazione delle linee di autobus verso il centro di Parigi contribuendo a risolvere i problemi del traffico di superficie.
In seguito dovrebbero essere costruite le stazioni Barbara, fra il cimitero di Bagneux e il Fort de Montrouge, e il capolinea di Bagneux a nord di detto comune.
Montrouge è un comune alla periferia di Parigi ed è attualmente servito da diverse linee di autobus. La linea consentirà a 37.000 passeggeri al giorno di accedere alla rete della metropolitana di Parigi.

## Accessi
La stazione avrà, a breve, tre accessi
- accesso principale con ascensore situato sul sagrato della Chiesa Saint-Jacques-le-Majeur de Montrouge, all'angolo di rue Gabriel-Péri e dell'avenue de la République, di fronte al Municipio
- un accesso nord situato sulla Place Émile-Cresp, all'angolo di rue Gabriel-Péri e dell'avenue de la République, sempre di fronte al Municipio. Quest'accesso aprirà nel 2014
- un accesso sud sulla place du Général-Leclerc

## Inaugurazione
La stazione è stata inaugurata il 23 marzo 2013 da Frédéric Cuvillier, ministro delegato incaricato dei Trasporti e dell'Economia Marittima, Jean-Paul Huchon, presidente del Consiglio regionale dell'Île-de-France e presidente del Syndicat des transports d'Île-de-France (STIF), Patrick Devedjian, presidente del Consiglio generale del dipartimento degli Hauts-de-Seine, Jean-Loup Metton, sindaco di Montrouge, e Pierre Mongin, presidente, direttore generale della RATP. La stazione, la 303ª della metropolitana di Parigi, è entrata in servizio il giorno stesso.

## Interconnessioni
- Bus RATP - 68, 126, 128
- Bus Sqybus - 475